# Naenia typica
Espèce
Naenia typica, la Noctuelle typique, est une espèce de lépidoptères (papillons) de la famille des Noctuidae. Sa distribution se déploie dans la majeure partie de l'Europe.

## Dénomination
L'espèce Naenia typica a été nommée par Carl von Linné en 1758 sous le protonyme Phalaena typica.

## Description
Ce papillon a une envergure de 36-46 mm, ses ailes sont plus larges que la majorité des autres espèces de noctuidés. Elles sont noirâtres ornées d'un réseau de fines lignes blanches censées rappeler des éléments d'architecture gothique (origine de son nom vernaculaire anglophone : Gothic moth).

## Biologie
Cette espèce nocturne est visible, sous forme d'imago, de juin à juillet dans les îles Britanniques. Il est généralement peu attiré par la lumière et semble préférer le sucre et le nectar des fleurs.
La larve, grégaire lorsqu'elle est jeune, est gris-brun, ornée de lignes foncées le long des flancs et d'inscriptions noirâtres à l'extrémité arrière. Cette espèce hiberne sous forme de larve. Elle est polyphage, s'alimentant à partir d'un large éventail de plantes.

### Nourriture de la larve
• Arctium • Artemisia • Brassica • Calendula • Chrysanthemum • Crataegus • Cyclamen • Elaeagnus • Epilobium • Forsythia • Humulus • Lactuca • Malus • Parthenocissus • Plantago • Prunus • Pyrus • Rhododendron • Salix • Spinacia • Taraxacum • Tussilago • Urtica.